# Carmen (Oklahoma)
Carmen es un pueblo ubicado en el condado de Alfalfa en el estado estadounidense de Oklahoma. En el año 2010 tenía una población de 355 habitantes y una densidad poblacional de 91,03 personas por km².

## Geografía
Carmen se encuentra ubicado en las coordenadas 36°34′46″N 98°27′34″O / 36.57944, -98.45944 (36.579491, -98.459338).

## Demografía
Según la Oficina del Censo en 2000 los ingresos medios por hogar en la localidad eran de $25,769 y los ingresos medios por familia eran $31,354. Los hombres tenían unos ingresos medios de $26,944 frente a los $21,250 para las mujeres. La renta per cápita para la localidad era de $16,833. Alrededor del 25.0% de la población estaban por debajo del umbral de pobreza.